# Salesches
Salesches é uma comuna francesa na região administrativa de Altos da França, no departamento do Norte. Estende-se por uma área de 4.58 km². Em 2010 a comuna tinha 318 habitantes (densidade: 69,4 hab./km²).